# Acanthopale decempedalis
Espèce
Synonymes
- Acanthopale cameronica Bremek.[1]

Statut de conservation UICN

 VU B2ab(iii) : Vulnérable
Acanthopale decempedalis C.B.Clarke est une espèce de plantes à fleurs de la famille des Acanthaceae et du genre Acanthopale, assez commune dans les forêts tropicales et subtropicales humides d'Afrique de l'Ouest, sur la ligne montagneuse du Cameroun. 

## Description
C'est une herbe robuste – ou arbuste – à fleurs blanches.

## Étymologie
Son épithète spécifique decempedalis – qui signifie « 10 pieds », soit environ 3 m –, fait référence à sa grande taille, mais d'autres sources la créditent d'une hauteur d'un mètre seulement.

## Distribution
L'espèce est présente principalement au Cameroun, dans la Région du Sud-Ouest, autour des monts Koupé et Bakossi, ainsi qu'au Nord-Ouest (mont Oku) et à l'Ouest dans les monts Konga (ou Kongoa, 5°20' N, 9°50' E), où Carl Ludwig Ledermann collecta des spécimens en 1908-1909, également au Nigeria dans l'État de Cross River et en Guinée équatoriale sur l'île de Bioko,.

## Écologie
Les années de floraison massive, les populations des hauts plateaux de Bamenda (Bamenda Highlands) utilisent les brindilles sèches pour allumer le feu. 
A. decempedalis figure sur la liste rouge de l'UICN comme espèce vulnérable, à cause de la déforestation liée à l'expansion de l'agriculture et à l'exploitation du bois.